# Memorbuch

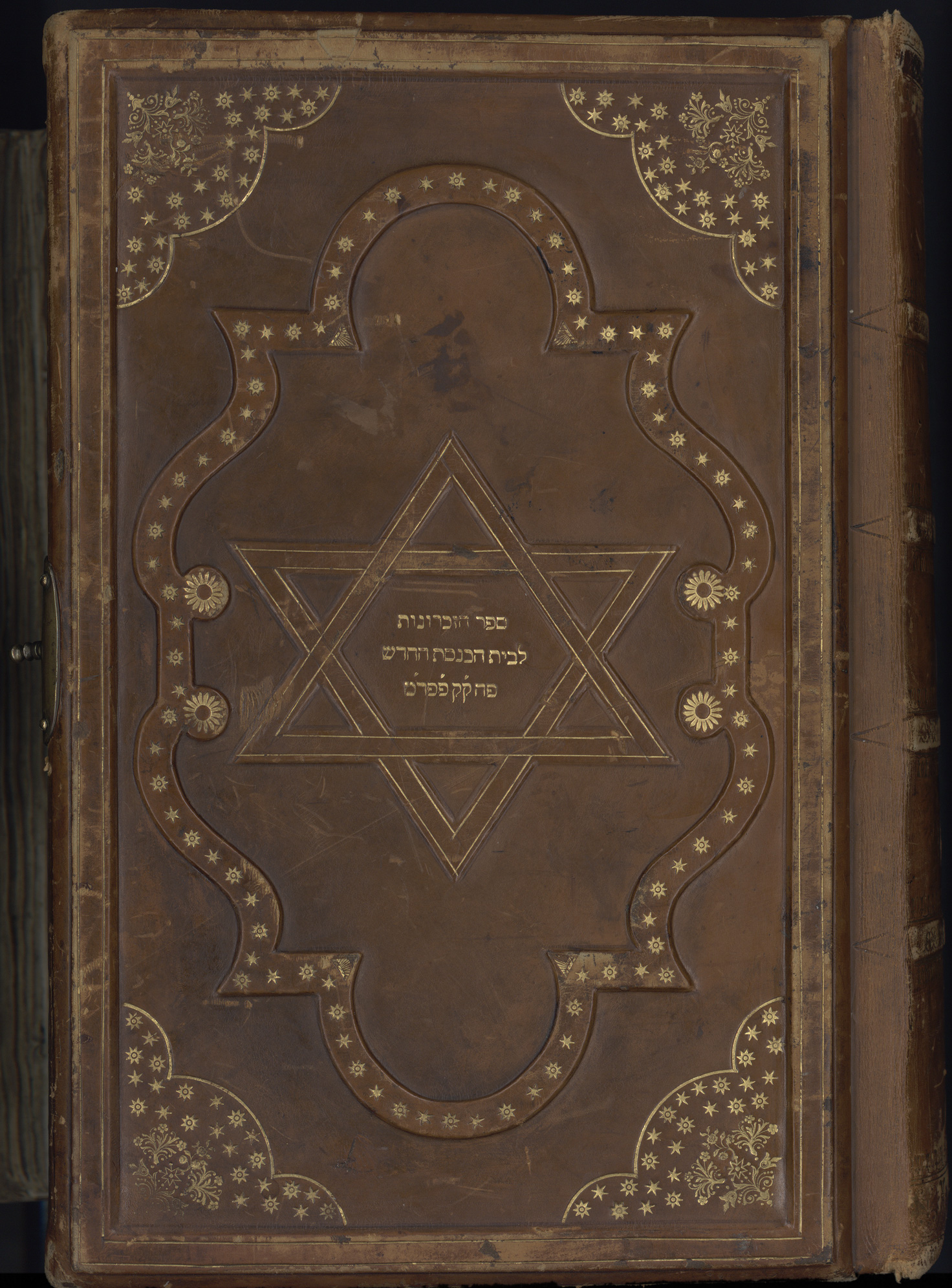
Frankfurter Memorbuch

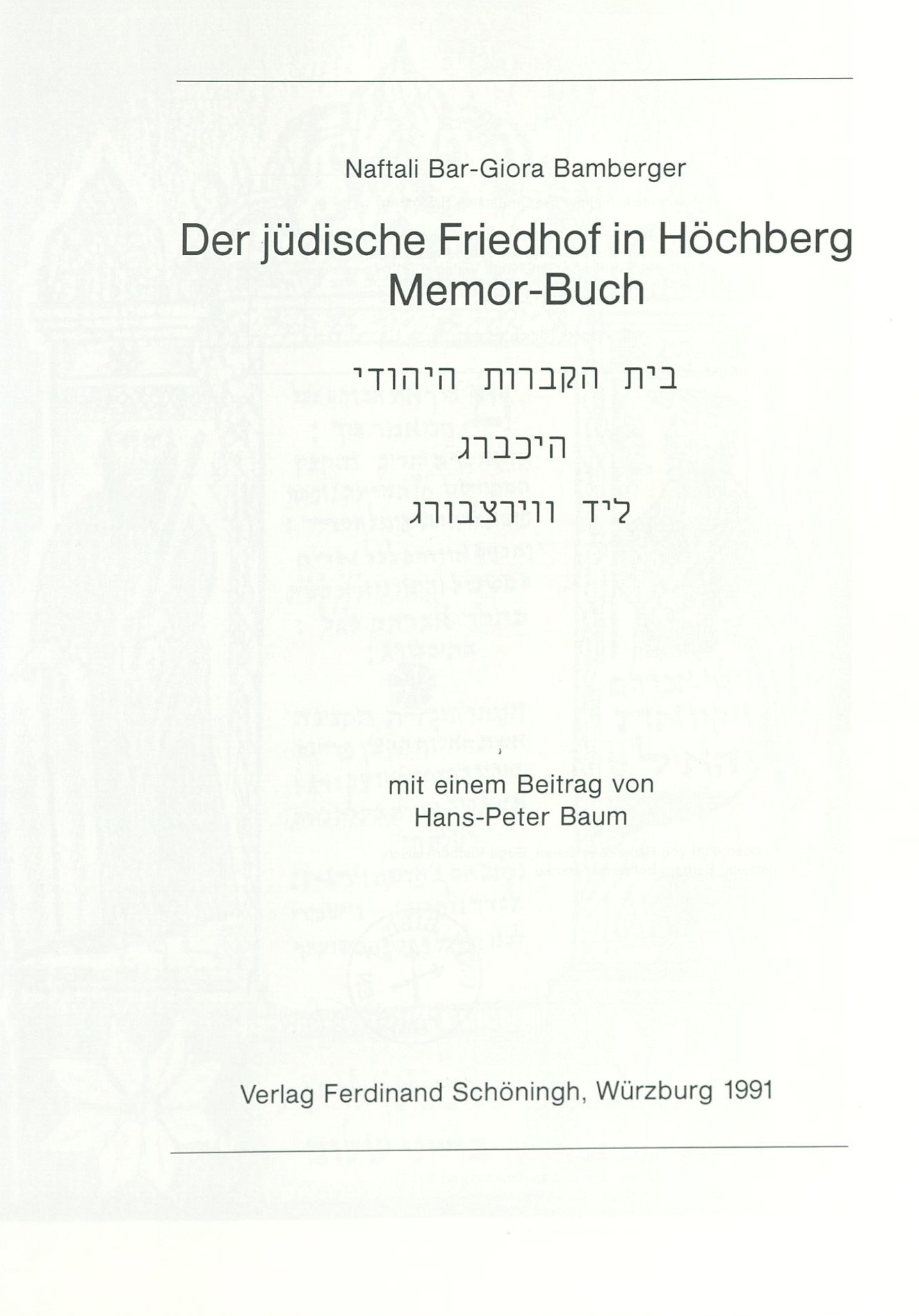
Naftali Bar-Giora Bamberger: Höchberg 1991

Das Memorbuch ist eine der ältesten Traditionen des Totengedenkens im Judentum. Besonders im aschkenasischen Judentum bilden Memorbücher die Quelle der Seelengedächtnisbücher.

## Geschichte

### Entwicklung
Im 13. Jahrhundert entwickelten sich die memorialen Aufzeichnungen zu einer literarischen Gattung. Allerdings gewannen die Memorbücher erst ab Mitte des 17. Jahrhunderts an Bedeutung, weil sie nicht nur als Gedenkbücher, sondern auch als Gebetssammlungen dienten. Memorbücher wurden in der Synagoge der jeweiligen Gemeinde verwahrt, um so auch die Totentage der verstorbenen Gemeindemitglieder einzuhalten. Eine weitere wichtige Funktion der Memorbücher war die Geschichte der Gemeinde für die Nachkommen zu erhalten und so finden sich in Memorbüchern nicht nur die Namen der Verstorbenen, sondern auch besondere Ereignisse, wie z. B. Ausschreitungen gegen die Gemeinde.

### Im Mittelalter
Bekannte Memorbücher des Mittelalters sind das Nürnberger Memorbuch und das Wormser Memorbuch von 1096 (Verfolgung der Juden während des 1. Kreuzzuges) und 1349.

### Shoah
Eine wichtige Rolle spielten die Memorbücher der Shoah, da sie einen besonders detaillierten und relativ vollständigen Einblick in die Opferzahlen gewähren. Dabei ergänzen sie beispielsweise das Gedenkbuch des Bundesarchivs. Viele Morde an Juden sind in diesem deutschen Gedenkbuch als „Freitod“ bezeichnet, da die Quellenlage auf Archiv-Material aus der Zeit des Nationalsozialismus beruht. Heutige Memorbücher der Jüdischen Gemeinden oder Organisationen bemühen sich dagegen oft, die wahren Todesursachen und Todesumstände zu nennen.

## Aufgabe
Rabbiner Salomon Stein beschrieb das Wesen der Memorbücher so, dass darunter "die Verzeichnisse derjenigen jüdischen Gemeinden und einzelnen Juden [zu] verstehen [sind], welche im Verlauf des Mittelalters um ihres Glaubens willen verfolgt oder vernichtet worden sind. Diese Märtyrer-Reihen werden an 2 Sabbaten des Jahres, in alten Gemeinden verlesen und im Anschluss daran für die Seelen dieser Märtyrer Gebete gesprochen."
Früher führte jede jüdische Gemeinde ein Memorbuch, um die Erinnerung an jene Menschen wach zu halten, die nach jüdischem Glauben eine Probe zu bestehen hatten. Diese Art eines Gedenkbuches ist daher als ein symbolisches Zeugnis des Lebens und des Leidens jüdischer Personen anzusehen. In jedem Memorbuch sind die Namen des Verstorbenen sowie dessen Alter und Todesdatum, als auch die Todesursache erwähnt. Viele Memorbücher enthalten darüber hinaus einige Gebete wie das El male rachamim und das Jiskor, die zu entsprechenden Daten im jüdischen Kalender oder zum Todestag des Verstorbenen gesagt werden, insofern dieses Datum bekannt ist. Manche Memorbücher enthalten sogar teilweise (kurze) Erzählungen über das Leben und die Taten einer Person.

## Namensherkunft
Manche meinen, der Name Memorbuch gehe auf lateinisch memoria („Gedächtnis“) zurück. 
Wissenschaftler betonen dagegen, dass der Ausdruck Memorbuch nach dem historischen Aufbewahrungsort entstanden ist. Früher wurden die Memorbücher nämlich unter dem Almemor (Gebetspult in der Synagoge) gelagert.
Heute werden Memorbücher besonders im Hinblick auf die Erinnerung an die in der Shoah verschleppten und ermordeten Juden geführt und teilweise auch Yizkor-Buch genannt.